# Fritz Reiner

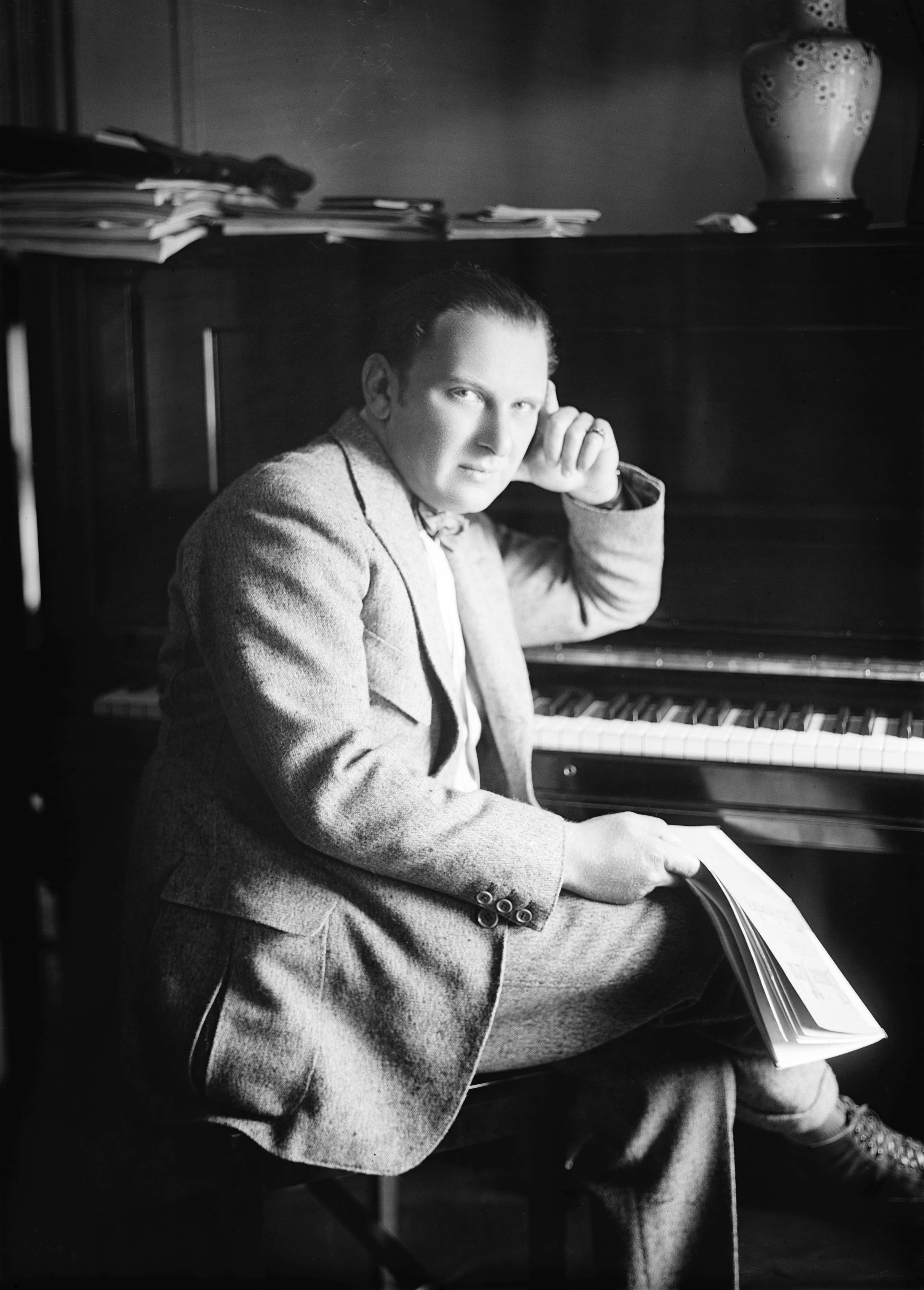

Fritz Reiner, pseudônimo de Frederick Martin Reiner (Budapeste, 19 de dezembro de 1888 — Nova Iorque, 15 de novembro de 1963) foi um condutor de orquestra húngaro-americano.

## Biografia
Reiner nasceu em Budapeste, Hungria em uma família judaica. Depois dos estudos preliminares, Reiner estudou piano, pedagogia em piano e composição na Academia de Música Franz Liszt. Durante seus dois últimos anos na academia, seu professor de piano foi Béla Bartók. Depois dos primeiros trabalhos nas casas de óperas de Budapeste e Dresden, onde ele trabalhou diretamente com Richard Strauss, ele mudou-se para os Estados Unidos em 1922 para se tornar o maestro principal da Orquestra Sinfônica de Cincinnati. Ele ficou nesse cargo até 1931, quando se tornou cidadão estadunidense em 1928. Ele se tornou professor do Instituto Curtis na Filadélfia, onde seus alunos incluíram Leonard Bernstein e Lukas Foss. Ele conduziu a Orquestra Sinfônica de Pittsburgh entre 1938 e 1948. Trabalhou alguns anos no Metropolitan Opera, onde ele conduziu a histórica produção de Salome (Richard Strauss), com a soprano Ljuda Welitsch no papél - título; e fez também a estreia estadunidense de The Rake's Progress de Igor Stravinsky em 1951. Fez também a gravação da ópera Carmen de Bizet, com o Met.
Em 1947 Reiner apareceu no Carnegie Hall, quando conduziu a Filarmônica de Nova Iorque com o solista Jascha Heifetz. Quando ele se tornou o diretor musical da Orquestra Sinfônica de Chicago em 1953 ele completou sua reputação mundial.

## Vida pessoal
Reiner foi casado três vezes. A saúde de Reiner foi se deteriorando resultando em um ataque do coração. Ele morreu em Nova Iorque aos setenta e quatro anos.